# Ingemar Stenmark

Ingemar Stenmark (1979)

Jan Ingemar Stenmark (phát âm tiếng Thụy Điển: [ˈɪ̌ŋː(ɛ)mar ˈstêːnmark]; sinh ngày 18 tháng 3 năm 1956) là một cựu tay đua trượt tuyết núi cao trong các kỳ World Cup người Thụy Điển. Ông được coi là một trong những vận động viên Thụy Điển nổi bật nhất từ trước đến nay, và là chuyên gia môn slalom và slalom khổng lồ vĩ đại nhất mọi thời đại. Ông thi đấu cho Tärna IK Fjällvinden.

## Tiểu sử
Sinh ra ở Joesjö, Storuman Municipality, Lapland, gia đình Stenmark chuyển đến Tärnaby gần Na Uy khi anh mới 4 tuổi. Ông trở thành hàng xóm thời thơ ấu của Stig Strand (cũng sinh năm 1956), người đã cùng Stenmark giành chức vô địch World Cup năm 1983. Stenmark bắt đầu trượt tuyết khi mới 5 tuổi và giành chiến thắng trong cuộc thi quốc gia đầu tiên vào năm 8 tuổi.

## Thi đấu chuyên nghiệp
Stenmark có trận ra mắt World Cup vào tháng 12 năm 1973 ở tuổi 17. Ông đã thắng nhiều cuộc đua quốc tế hơn bất kỳ vận động viên trượt tuyết núi cao nào khác cho đến nay: ông đã có 86 lần vô địch World Cup (46 lần môn giant slalom và 40 lần môn slalom). Stenmark chỉ giành chiến thắng trong hai môn kỹ thuật: slalom và slalom khổng lồ (các sự kiện khác là downhill, super-G, lần đầu tiên chạy vào tháng 12 năm 1982 và kết hợp). Ông hiếm khi thi đấu ở các bộ môn khác, vì anh ấy không thoải mái với tốc độ vượt quá 120 km/h (75 mph). Stenmark vẫn giữ kỷ lục về tỷ số thắng lớn nhất trong một cuộc đua trên núi cao ở World Cup: 4,06 giây trước Bojan Križaj xếp thứ hai ở Jasna vào ngày 4 tháng 2 năm 1979. Stenmark được biết đến như một nhà vô địch trầm lặng, với những câu trả lời ngắn gọn nhưng lịch sự trước các câu hỏi của giới truyền thông.
Với ba chức vô địch World Cup liên tiếp (1976–78), Stenmark đã giành được huy chương Holmenkollen vào năm 1979 (chia sẻ với Erik Håker và Raisa Smetanina). Stenmark cũng đã giành được Huy chương Vàng Svenska Dagbladet hai lần (1975, 1978). Huy chương năm 1978 của ông được chia cho vận động viên quần vợt Björn Borg, khiến họ trở thành hai người đàn ông duy nhất từng hai lần giành được danh dự (vận động viên trượt tuyết núi cao nữ Anja Pärson nhận huy chương vào năm 2006 và 2007).
Tại giải vô địch thế giới năm 1978 ở Garmisch-Partenkirchen Tây Đức, Stenmark đã thắng slalom trong 2/3 giây và slalom khổng lồ hơn 2 giây, và bảo vệ thành công cả hai danh hiệu thế giới tại Thế vận hội mùa đông năm 1980 tại Lake Kẻ sọc, cũng được coi là chức vô địch thế giới. Tại thế giới tiếp theo vào năm 1982 ở Áo, anh ta có lần đầu tiên chạy dưới tiêu chuẩn trong slalom khổng lồ và bị Steve Mahre người Mỹ làm khó chịu và định đoạt giải bạc. Stenmark đã hồi phục trở lại trong slalom và trở thành người đầu tiên giành được danh hiệu tương tự trong ba chức vô địch thế giới liên tiếp. Ở tuổi 25, đó là huy chương cuối cùng của anh trong một cuộc thi lớn.
Stenmark không được Liên đoàn Trượt tuyết Quốc tế (FIS) cho phép tham gia Thế vận hội Mùa đông năm 1984 tại Sarajevo vì chấp nhận thanh toán khuyến mại trực tiếp, thay vì thông qua liên đoàn trượt tuyết quốc gia. Hanni Wenzel của Liechtenstein cũng bị cấm; cả hai đều giành được hai huy chương vàng vào năm 1980. Marc Girardelli, tay đua slalom giỏi nhất trong mùa giải 1983-1984, cũng không được tham gia. Trong trường hợp của anh ấy, đó là vì anh ấy không có quốc tịch ở Luxembourg, quốc gia mà anh ấy thi đấu. Stenmark đã được phép trở lại cuộc thi Olympic vào năm 1988, nhưng đã qua thời kỳ đỉnh cao và không giành được huy chương (tuy nhiên, anh ấy có tốc độ chạy nhanh thứ hai trong cuộc thi slalom). Anh nghỉ thi đấu World Cup vào cuối mùa giải 1989 vào tháng 3, vài ngày trước sinh nhật lần thứ 33 của mình.